# U.S. Route 22
U.S. Route 22 (ou U.S. Highway 22) é uma autoestrada dos Estados Unidos.
Faz a ligação do Oeste para o Este. A U.S. Route 22 foi construída em 1926 e tem 651 milhas (1 041,6 km).

## Principais ligações
Autoestrada 79 perto de Pittsburgh

 Autoestrada 476 perto de Allentown

 Route 287 em Bridgewater Township